# 백운출
백운출(白雲出, 1934년 ~ 2011년) : 호는 해림(海林), 교수, 과학자, 경상남도 진주시 출생. 학력: 캘리포니아 대학교 버클리 응용물리학 박사. 전 광주과학기술원(GIST) 부원장, 명예교수, 광주과학기술원 1호 교수, 미국 국립 학술원(NAE) 정회원, 한국 과학기술한림원 부원장/회원심사위원장, 광통신분야 세계적인 석학이며 우리나라 광산업 발전의 아버지이다.

## 생애
광(光)섬유 분야의 세계적 석학인 백운출 광주과학기술원(GIST) 교수. 경남 진주 출생으로 미국 캘리포니아 대학교 버클리에서 공학박사 학위를 받았다. 그는 1970년대부터 광통신 핵심기술인 광섬유 기술개발에 공헌한 세계적인 석학으로, 현재 세계의 광섬유 생산현장에서 사용되는 인출시스템은 그가 1981년 개발한 고속인출공법에서 비롯됐다. 지금 우리가 광범위하게 사용하고 있는 인터넷 등 초고속 광통신을 편리하게 사용할수 있는 것은 이 분의 광섬유 고속인출 기술 덕분에 생산성과 단가를 매우 낮춰서 광섬유를 데이타 통신용 광케이블로 사용할수 있게된 덕분이기도 하다.
광통신 분야의 핵심기술인 광섬유 기술개발에 혁신적인 공헌을 한 백운출 교수는 지난 98년 광주 전략산업으로 ‘광산업’ 아이디어를 제공해 광주 첨단산업의 뿌리를 내린 장본인으로 불리고 있다.
백 교수는 광통신 분야의 개척자로 세계적인 명성을 얻은 석학이다. 백 교수는 미 통신회사 AT&T의 벨연구소에서 22년간 근무했다. 벨연구소는 노벨상 수상자를 11명 배출한 세계적인 연구소다. 백 교수는 이곳에서 현재 광통신 분야의 핵심적인 기술인 광섬유가 실용화되는데 결정적인 기술을 개발했다. 
그 는 미국 AT&T벨연구소 연구원과 펠로를 거쳐 1994년 광주과학기술원 1호 교수로 영입됐다. 1998년 영예의 미국 국립학술원(NAE) 회원으로 추대 되었다. 미국 학술원 회원이 되는 것은 전세계 공학자로서 성취할 수 있는 최고의 영광이며 그 회원의 선출은 세계 정상급의 석학 중에서 엄선하여 임명하는데, 그 NAE의 회원이 된 것이다. 한국인으로써는 이런 상을 받은 사람이 5 명밖에 없었다.  그리고, 한국과학기술한림원 부원장 겸 회원 심사위원장 으로도 활동했다.
GIST(광주과학기술원) 제1호 교수이자 석좌교수, 명예교수이며 ‘광주광산업 아버지’로 불리던 백운출 교수가 지난 2011년 5월 3일 별세했다. 향년 77세.  해외저명 SCI 저널에 158편의 논문과 국내외 학술대회에 총 418편의 논문, 국내외 특허 등록 59건 및 한권의 유고 저술 등을 남기고 세계의 광통신 기술과학사에 걸출한 한 획을 긋고 사라졌다.

## 학력
- 경남 진주 고등학교
- UC 버클리대 응용물리학 박사

## 경력
- 미국 AT&T Bell 연구소 연구원, 석좌 연구위원
- 미국 AT&T Bell 연구소 Bell Labs. Fellow
- 미국 Rutgers University 교수, Adjunct professor
- 한국생산기술연구원(KITECH) 원장
- 광주과학기술원 (GIST) 제1호 교수
- 광주과학기술원 (GIST) 부원장, 석좌교수
- 광주과학기술원 (GIST) 명예교수

- 미국 국립 학술원(NAE-National Academy of Engineering, U.S.A) 정회원
- 한국 과학기술한림원 종신회원, 부원장/회원심사위원장

## 수상 및 주요업적
- 대한민국 국민훈장 목련장

- 국제 광통신 학술회의인 OECC 한국 유치 (회의 조직위원장 역임)
- 세계 최초로 ‘임의의 굴절계수 분포를 가지는 단일모드 광섬유’를 개발, 접속손실을 최저화하여 장파장에서 단일모드 광섬유의 실용화가 가능하게 되어 광통신 본격화의 기틀을 이루었다.
- 세계 최초로 고강도 광섬유 제작용 지르코니아 전기로의 새로운 설계방법을 개발, 이 기술을 적용하여 비로소 광섬유의 실용화가 이루어졌고, 광섬유에 의한 초고속 정보통신망의 구축이 가능해졌으며 이 공법은 현재 광섬유 제작시 세계 각국에서 채택하고 있는 최신공법이 되었다.
- 세계 최초로 광섬유용 대형모재 제조공법 개발을 성공리에 완수하여 세계 최초로 360Km의 광섬유를 생산할 수 있는 모재를 제조하는 장비와 기술을 삼성전자로 기술이전 성공하여 삼성전자 정보통신 총괄 기술상 금상 수상